# Rhododendron pauciflorum
Rhododendron pauciflorum är en ljungväxtart som beskrevs av George King och Gamble. Rhododendron pauciflorum ingår i släktet rododendron, och familjen ljungväxter. Utöver nominatformen finns också underarten R. p. calocodon.